# 草平町 (愛西市)
草平町（くさひらちょう）は、愛知県愛西市にある地名。字が24ある。

## 地理
旧佐織町域西部に位置する。

### 字一覧
（五十音順・読みはYahoo!地図による）
- 阿原（あわら）
- 池田（いけだ）
- 江ノ田（えのた）
- 開田名（かいだな）
- 上阿原（かみあわら）
- 川田（かわた）
- 北田名（きたたな）
- 草場（くさば）
- 佐屋川新田（さやがわしんでん）
- 新開（しんがい）
- 新佐屋川（しんさやがわ）
- 竪原（たてはら）
- 中阿原（なかあわら）
- 中池（なかいけ）
- 中切（なかぎり）
- 中屋（なかや）
- 東前（ひがしまえ）
- 東阿原（ひがしあわら）
- 道下（みちした）
- 南田名（みなみたな）
- 元足立（もとあだち）
- 山下（やましも）
- 六上（ろくかみ）
- 六下（ろくしも）

### 河川
- 領内川

## 歴史

### 町名の由来
この付近がかつて藪であったことを示す、草刈平の略であるという。

### 沿革
- 江戸時代 - 尾張国海東郡、尾張藩領・鵜多須代官所支配、津島五ケ所新田の一つである草平新田村として所在。津島草平新田とも称した。慶長年間に葉苅村・津島村・釜之段村などの村から当地に移住した16人の手によって開発された新田であるという（『佐織町史資料編2』所収「養性寺文書」）[6]。
- 1873年（明治6年） - 公立による醸郁学校が開設[7]。
- 1876年（明治9年） - 醸郁学校が草平学校と改称[7]。
- 1887年（明治20年） - 草平学校が草平尋常小学校と改称[7]。
- 1889年（明治22年） - 合併に伴い草場村大字草平新田となる[7]。
- 1891年（明治24年） - 草平尋常小学校が草場尋常小学校と改称[7]。
- 1906年（明治39年） - 合併に伴い佐織村大字草平新田となる[7]。
- 1907年（明治40年） - 草場尋常小学校が草平尋常小学校と再改称[7]。
- 1939年（昭和14年） - 町制施行に伴い佐織町大字草平新田となる[7]。
- 2005年（平成17年）4月1日 - 合併に伴い愛西市草平町となる。

## 世帯数と人口
2019年（令和元年）5月1日現在の世帯数と人口は以下の通りである。
| 町丁   | 世帯数  | 人口    |
| ------ | ------- | ------- |
| 草平町 | 865世帯 | 2,363人 |

### 人口の変遷
国勢調査による人口の推移
| 2005年（平成17年） | 2,669人 | [ 8 ]  |  |
| 2010年（平成22年） | 2,646人 | [ 9 ]  |  |
| 2015年（平成27年） | 2,523人 | [ 10 ] |  |

## 小・中学校の学区
市立小・中学校に通う場合、学区は以下の通りとなる。
| 番・番地等 | 小学校             | 中学校               |
| ---------- | ------------------ | -------------------- |
| 全域       | 愛西市立草平小学校 | 愛西市立佐織西中学校 |

## 交通

### バス
かつては愛知県道129号一宮津島線上を名鉄バスの路線が運行されており、草平小学校前停留所が設置されていたが、現在は廃止されている。
- 愛西市巡回バス（2020年4月1日現在）[13]

|     | 停留所名         | ルート |
| --- | ---------------- | ------ |
| 111 | 草平コミュニティ | 佐織南 |
| 112 | 池西（公民館）   | 佐織南 |
| 113 | 草平団地入口     | 佐織南 |
| 114 | 草平団地         | 佐織南 |
| 115 | 西佐屋川         | 佐織南 |
| 116 | 新開             | 佐織南 |

### 道路
- 愛知県道129号一宮津島線
- 愛知県道126号給父西枇杷島線

## 施設
- 愛西市立佐織西中学校
- 愛西市立草平小学校
- 草平保育園
- 愛西市草平児童館
- 愛知県営草平住宅
- 津島社
- 真宗大谷派養性寺
- 佐織西部浄水場

愛西市水道事業（市営水道）の浄水場。深井戸水源によるもので、一日最大1,728立方メートルの処理能力を有する。
- 西川端排水機場
- 愛西市消防団佐織第4分団
- 愛西市草平地域防災コミュニティセンター

## その他

### 日本郵便
- 郵便番号 : 496-8015[3]（集配局：津島郵便局[15]）。